# Petar Bartučević
Petar Bartučević (Hvar, 1516. – Hvar, 1578.) je bio hrvatski slikar. Sin je Jerolima, unuk Hortenzija Bartučevića i praunuk rodotvorca Bartuča.
Bio je iz vlastelinske obitelji. Imao je dvojicu braće, od kojih je poznat pjesnik Hortenzij Bartučević. 
Oslikao je vratnice orgulja hvarske katedrale 1545. godine. Godinu poslije oslikao je nekoliko slika koje se nalaze na ogradi katedralnoga pjevališta. 
Nosio je naslov viteza Zlatne ostruge.
Bio je vlasnikom gotičko-barokne kuće Bartučević.